# Zlatko Junuzović
Zlatko Junuzović (Loznica, Jugoszlávia, 1987. szeptember 26. –) bosznia-hercegovinai szerb származású osztrák válogatott labdarúgó.

## Sikerei, díjai
Red Bull Salzburg
- Osztrák Bundesliga bajnok: 2018–19, 2019–20, 2020–21, 2021–22
- Osztrák kupagyőztes: 2018–19, 2019–20, 2020–21, 2021–22